# レヴィ–プロホロフ計量
数学の分野におけるレヴィ–プロホロフ計量（レヴィ–プロホロフけいりょう、英: Lévy–Prokhorov metric）とは、与えられた距離空間上の確率測度の系の上の計量のことを言う（すなわち、間隔の定義である）。フランスの数学者ポール・レヴィと、ソヴィエトの数学者ユリ・プロホロフの名にちなむ。レヴィ計量の一般化として、1956年にプロホロフによって導入された。

## 定義
{\displaystyle (M,d)} を、ボレル完全加法族 {\displaystyle {\mathcal {B}}(M)} を備える距離空間とする。可測空間 {\displaystyle (M,{\mathcal {B}}(M))} 上の全ての確率測度の系を {\displaystyle {\mathcal {P}}(M)} で表す。
部分集合 {\displaystyle A\subseteq M} に対し、そのε-近傍を
{\displaystyle A^{\varepsilon }:=\{p\in M~|~\exists q\in A,\ d(p,q)<\varepsilon \}=\bigcup _{p\in A}B_{\varepsilon }(p)}
で定義する。ここで {\displaystyle B_{\varepsilon }(p)} は {\displaystyle p} を中心とする半径 {\displaystyle \varepsilon } の開球とする。
レヴィ–プロホロフ計量 {\displaystyle \pi :{\mathcal {P}}(M)^{2}\to [0,+\infty )} は、二つの確率測度 {\displaystyle \mu } と {\displaystyle \nu } の間の距離を
{\displaystyle \pi (\mu ,\nu ):=\inf \left\{\varepsilon >0~|~\mu (A)\leq \nu (A^{\varepsilon })+\varepsilon \ {\text{and}}\ \nu (A)\leq \mu (A^{\varepsilon })+\varepsilon \ {\text{for all}}\ A\in {\mathcal {B}}(M)\right\}}
と定めることによって、定義される。
確率測度に対して {\displaystyle \pi (\mu ,\nu )\leq 1} が成り立つことは明らかである。
人によっては、上述の定義の二つの不等式の内いずれかを省略したり、開あるいは閉のいずれかである {\displaystyle A} のみを考えることもある。片方の不等式はもう片方を意味するが、開/閉を制限することは計量の定義を変える結果につながる。

## 性質
- {\displaystyle (M,d)} が可分であるなら、レヴィ–プロホロフ計量における測度の収束は測度の弱収束（英語版）と同値である。したがって、{\displaystyle \pi } は弱収束の位相の距離化である。
- 距離空間 {\displaystyle \left({\mathcal {P}}(M),\pi \right)} が可分であるための必要十分条件は {\displaystyle (M,d)} が可分であることである。
- {\displaystyle \left({\mathcal {P}}(M),\pi \right)} が完備であるなら {\displaystyle (M,d)} も完備である。{\displaystyle {\mathcal {P}}(M)} に含まれる全ての測度が可分な台を持つなら、その逆も成立する。すなわち、{\displaystyle (M,d)} が完備であるなら {\displaystyle \left({\mathcal {P}}(M),\pi \right)} も完備となる。
- {\displaystyle (M,d)} が可分かつ完備であるなら、部分集合 {\displaystyle {\mathcal {K}}\subseteq {\mathcal {P}}(M)} が相対コンパクトであることと、その {\displaystyle \pi }-閉包が {\displaystyle \pi }-コンパクトであることは同値である。